# Ryder Matos
Ryder Matos Santos (Seabra, 27 februari 1993) is een Braziliaans voetballer die bij voorkeur als offensieve middenvelder speelt. Hij stroomde in 2012 door vanuit de jeugd van ACF Fiorentina.

## Clubcarrière
Ryder werd op vijftienjarige leeftijd gescout door ACF Fiorentina. Tussen 2010 en 2012 speelde hij in de jeugdacademie van de club. Op 29 juni 2012 werd hij uitgeleend aan het Braziliaanse EC Bahia. Op 2 juni 2013 scoorde hij hiervoor zijn eerste doelpunt in het betaald voetbal, tegen SC Internacional. In juni 2013 keerde Ryder terug naar ACF Fiorentina. Op 19 september 2013 debuteerde hij voor La Viola, in de Europa League tegen Paços de Ferreira. Hij viel na 66 minuten in voor Joaquín. Amper 26 seconden later maakte hij bij zijn eerste balcontact zijn eerste doelpunt in het shirt van Fiorentina.

## Clubstatistieken
| Seizoen | Club            | Land        | Competitie       | Wed. | Doelp. |
| ------- | --------------- | ----------- | ---------------- | ---- | ------ |
| 2011/12 | ACF Fiorentina  | Italië      | Serie A          | 0    | 0      |
| 2012    | → EC Bahia      | Brazilië    | Série A          | 1    | 0      |
| 2013    | → EC Bahia      | Brazilië    | Série A          | 5    | 1      |
| 2013/14 | ACF Fiorentina  | Italië      | Serie A          | 23   | 0      |
| 2014/15 | → Córdoba CF    | Spanje      | Primera División | 3    | 0      |
| 2015    | → SE Palmeiras  | Brazilië    | Série A          | 0    | 0      |
| 2015/16 | → Carpi FC      | Italië      | Serie A          | 15   | 2      |
| 2015/16 | Udinese Calcio  | Italië      | Serie A          | 11   | 0      |
| 2016/17 | Udinese Calcio  | Italië      | Serie A          | 20   | 0      |
| 2017/18 | Udinese Calcio  | Italië      | Serie A          | 4    | 0      |
| 2017/18 | → Hellas Verona | Italië      | Serie A          | 14   | 0      |
| 2018/19 | → Hellas Verona | Italië      | Serie A          | 29   | 3      |
| 2019/20 | → FC Luzern     | Zwitserland | Super League     | 0    | 0      |
| Totaal  | Totaal          | Totaal      | Totaal           | 125  | 6      |